# Råtjärnen (Brunskogs socken, Värmland)
Råtjärnen är en sjö i Arvika kommun i Värmland och ingår i Göta älvs huvudavrinningsområde.